# Langhalsaale
Die Langhalsaale (Derichthyidae) („dérē“ (Gr. δέρη) = Hals, „ichthýs“ (Gr. ἰχθύς) = Fisch), auch Langnackenaale genannt, leben in der Tiefsee in Tiefen von 500 bis 2000 Metern im Atlantik, Pazifik und Indischen Ozean. Ausgewachsene Fische leben mesopelagisch oder bathypelagisch.

## Merkmale
Langhalsaale haben einen sehr schlanken, langen, seitlich abgeflachten Körper. Auf Höhe der Brustflossen ist der Körper leicht verengt, so dass der Kopf vom Rumpf etwas abgesetzt ist. Rückenflosse, Schwanzflosse und Afterflosse sind zu einem Flossensaum zusammengewachsen. Dieser beginnt auf dem Rücken hinter dem Ende der Brustflossen. Bauchflossen fehlen. Die Gattung Derichthys ist breit- und kurzschnäuzig, Nessorhamphus hat ein langes, schmales, spitz zulaufendes Maul. Die kleinen Zähne sind in Bändern im Ober- und Unterkiefer sowie auf dem Pflugscharbein angeordnet. Die vorderen Nasenöffnungen liegen am Ende der Schnauze, sind nach vorne gerichtet und röhrenförmig verlängert. Die Kiemenöffnungen befinden sich an der Kehle, sind nahezu horizontal ausgerichtet aber gut deutlich getrennt. Langhalsaale sind schuppenlos und einfarbig braun oder schwarz gefärbt. Die Seitenlinie und die Sinnesporen am Kopf sind deutlich sichtbar. Der Anus liegt hinter der Körpermitte. Langhalsaale werden 30 bis 60 Zentimeter lang, sie haben 125 bis 163 Wirbel.

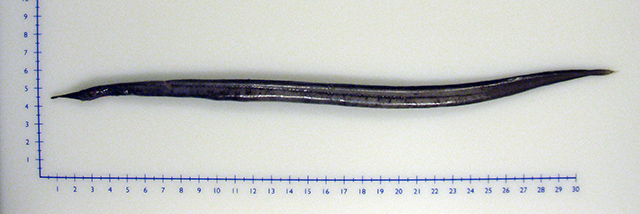
Nessorhamphus ingolfianus

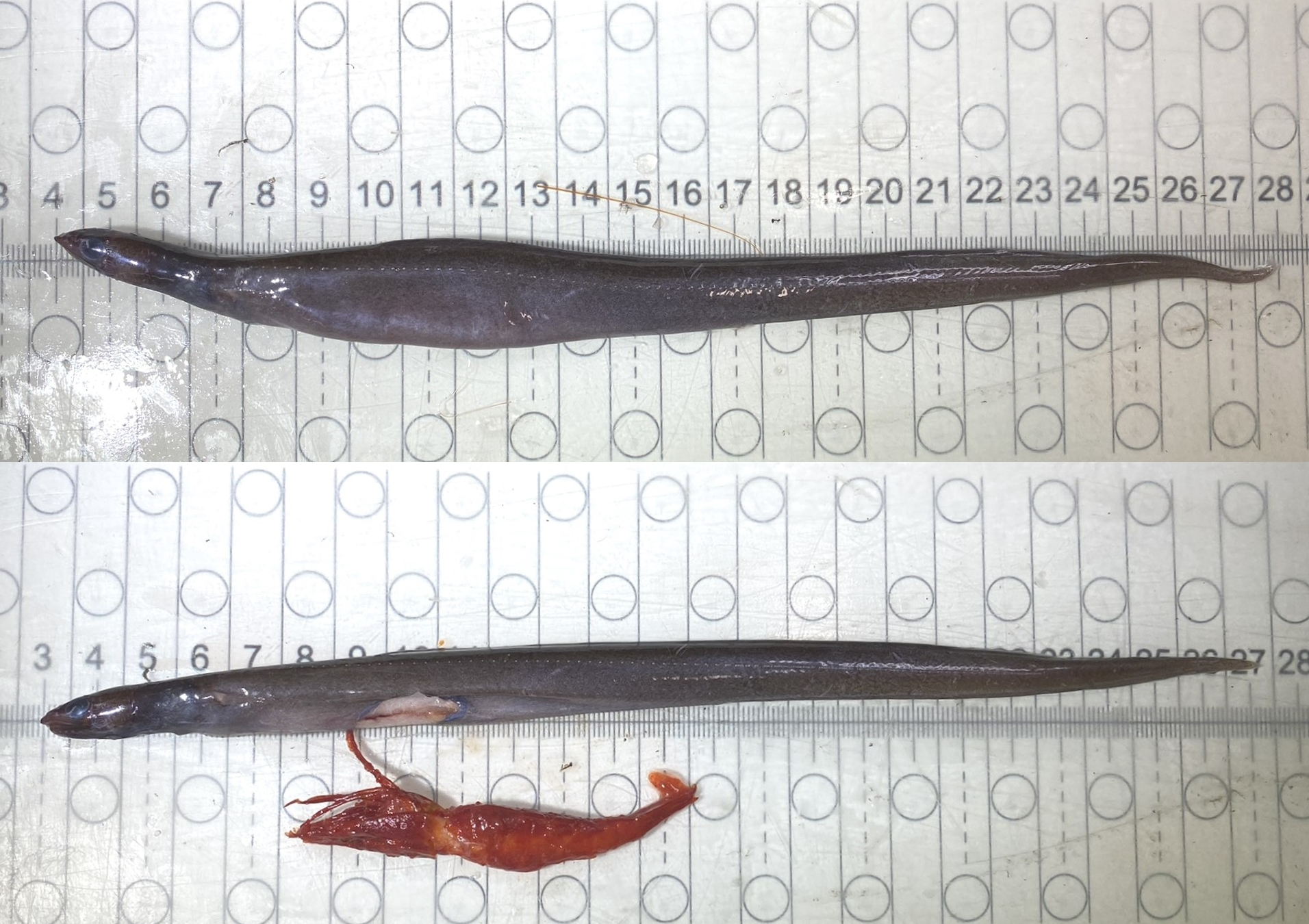
Derichthys serpentinus, unten mit herausgeschnittener Beute

## Gattungen und Arten
Zu den Langhalsaalen gehören zwei Gattungen und drei Arten:
- Gattung Derichthys
  - Derichthys serpentinus Gill, 1884
- Gattung Nessorhamphus
  - Nessorhamphus danae Schmidt, 1931
  - Nessorhamphus ingolfianus (Schmidt, 1912)